# Бонцано, Джованни
Джованни Винченцо Бонцано (итал. Giovanni Vincenzo Bonzano; 27 сентября 1867, Кастеллетто-Монферрато, королевство Италия — 26 ноября 1927, Рим, королевство Италия) — итальянский куриальный кардинал и ватиканский дипломат, PIME. Титулярный архиепископ Мелитены и апостольский делегат в Соединённых Штатах Америки со 2 февраля 1912 по 11 декабря 1922. Кардинал-священник  с 11 декабря 1922, с титулом церкви Сан-Панкрацио-фуори-ле-Мура с 14 декабря 1922 по 18 декабря 1924. Кардинал-священник с титулом церкви Санта-Сусанна с 18 декабря 1924.